# Mischocyttarus rectus
Mischocyttarus rectus är en getingart som beskrevs av Richards 1978. Mischocyttarus rectus ingår i släktet Mischocyttarus och familjen getingar. Inga underarter finns listade i Catalogue of Life.